# Förintelsen på Krim

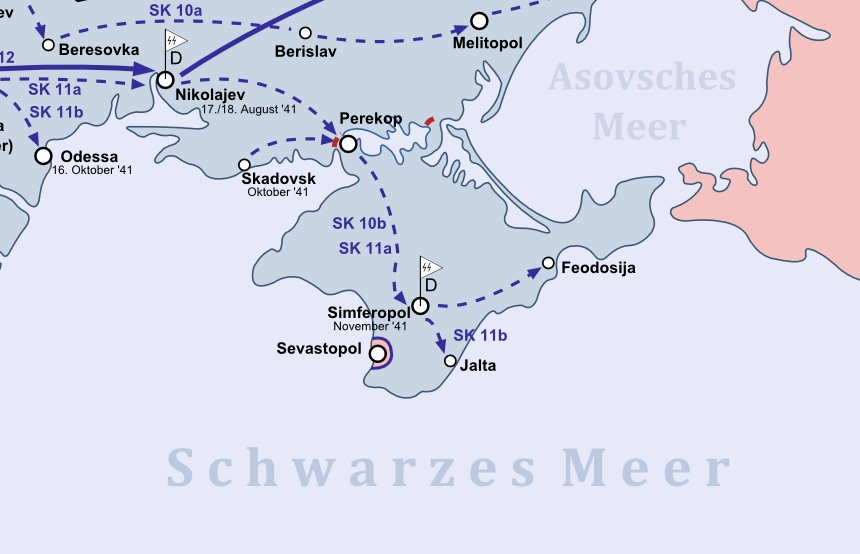
Karta över Einsatzgruppens operationer på Krim år 1941.

Förintelsen på Krim avser nazisternas massmord på judar och andra för Tredje riket misshagliga personer på halvön Krim under andra världskriget. Omkring 40 000 civilpersoner föll offer för den nazistiska utrotningspolitiken, som enligt Adolf Hitler huvudsakligen var ideologiskt betingad.

## Historia
Den 22 juni 1941 inledde Tyskland Operation Barbarossa, angreppet på den tidigare bundsförvanten Sovjetunionen. Den 30 oktober 1941 intog tyska 11:e armén under Erich von Mansteins befäl staden Krasnoperekopsk och med erövringen av hamnstaden Kertj den 16 november befann sig Krim – förutom Sevastopol – under tysk kontroll. I 11:e arméns kölvatten följde Einsatzgruppe D, en mobil paramilitär insatsstyrka som hade till uppgift att spåra upp och mörda judar, romer, partisaner och bolsjevikiska partikommissarier, så kallade politruker. Från Einsatzgruppe D opererade tre Einsatzkommandon: Einsatzkommando 10b (EK 10b), Einsatzkommando 11a (EK 11a) och Einsatzkommando 11b (EK 11b). Ansvariga för förintelsen på Krim var bland andra Otto Ohlendorf, Paul Zapp och Werner Braune.

## Förintelsen på Krim inom litteraturen
Förintelsen på Krim skildras ingående i Jonathan Littells historiska roman De välvilliga.